# 吕斯特雷勒
吕斯特雷勒（法語：Rustrel，法語發音：[ʁystʁɛl]）是法国普罗旺斯-阿尔卑斯-蓝色海岸大区沃克吕兹省的一个市镇，属于阿普特区。

## 地理
吕斯特雷勒（43°55'28"N, 5°29'6"E）面积28.26 平方千米，位于法国普罗旺斯-阿尔卑斯-蓝色海岸大区沃克吕兹省，该省份为法国东南部内陆省份，北起德龙省，西北接阿尔代什省，西接加尔省，南至罗讷河口省，东南角与瓦尔省接壤，东临上普罗旺斯阿尔卑斯省。
与吕斯特雷勒接壤的市镇（或旧市镇、城区）包括：阿普特、卡斯讷沃、日尼亚克、拉加尔德达普特、维拉尔。

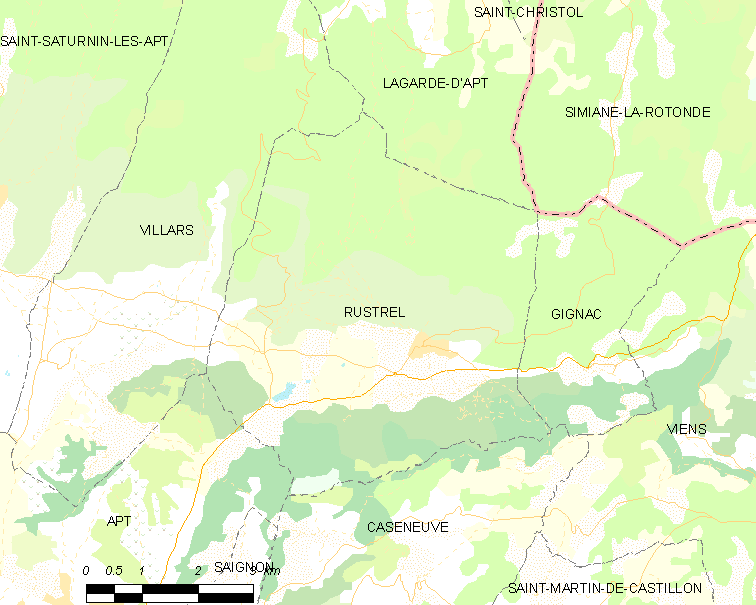
吕斯特雷勒的OSM定位图

吕斯特雷勒的时区为UTC+01:00、UTC+02:00（夏令时）。

## 行政
吕斯特雷勒的邮政编码为84400，INSEE市镇编码为84103。

## 政治
吕斯特雷勒所属的省级选区为阿普特县。

## 人口

1962-2008年间吕斯特雷勒人口变化图示

吕斯特雷勒于2022年1月1日时的人口数量为682人。